# Vergiss dein Ende
Vergiss dein Ende ist ein deutsches Filmdrama von Andreas Kannengießer aus dem Jahr 2011.

## Handlung
Seit vier Jahren kümmert sich Hannelore aufopferungsvoll um ihren Mann, der an Demenz erkrankt ist. Alles dreht sich um die Pflege und die Bedürfnisse von Klaus, der sich im Alltag nicht mehr zurechtfindet und sich weder allein waschen noch allein essen kann. Tag für Tag erträgt Hannelore, dass ihr Mann, mit dem sie seit 40 Jahren verheiratet ist, sie nicht mehr erkennt und sie in seiner Hilflosigkeit sogar anspuckt oder schlägt.
Hannelore ist am Ende ihrer Kräfte. Eines Tages flüchtet sie Hals über Kopf aus der Wohnung und folgt heimlich ihrem Nachbarn Günther, den sie zufällig in der Bahn sieht, in sein Ferienhaus auf Rügen. Günther leidet ebenfalls und will seinem Leben in der Abgeschiedenheit ein Ende setzen, nachdem er seinen Lebensgefährten verloren hat. Als Hannelore unerwartet an der Endhaltestelle vor ihm steht, ist Günther alles andere als begeistert. Langsam wird aus der anfänglichen Abwehr Offenheit und die beiden lernen Schritt für Schritt einander zu vertrauen. Zwei verletzte Seelen, die sich eigentlich nicht kennen, geben sich Hoffnung und Halt in einer Zeit der scheinbaren Ausweglosigkeit.

## Produktion
Der Film wurde von September bis Oktober 2009 in Berlin und auf Rügen gedreht. Der Arbeitstitel des Films lautete Heimweh. Es ist nach Planet Carlos Andreas Kannengießers zweiter abendfüllender Spielfilm sowie sein Abschlussfilm an der Hochschule für Film und Fernsehen „Konrad Wolf“. Nico Woche schrieb das Drehbuch zum Film ebenfalls als Abschlussarbeit an der HFF „Konrad Wolf“, wobei er eigene Erfahrungen einfließen ließ: Er arbeitete neben dem Studium mit Demenzkranken in einem Altenheim.
Der Film wurde von Anna Wendt Filmproduktion in Koproduktion mit der Hochschule für Film und Fernsehen „Konrad Wolf“ und der cine plus Media Service produziert. Er wurde gefördert durch das Medienboard Berlin-Brandenburg und die Kulturelle Filmförderung MV. Am 22. September 2011 kam der Film in die deutschen Kinos.

## Kritik
Für den film-dienst war Vergiss dein Ende ein „genaues, mit psychologischem Blick erfasstes Drama, das durch exzellente Schauspieler glänzt und die unterschiedlichen Zeitebenen elegant durch die vorzügliche Montage verbindet.“ Zitty lobte, dass der Film „bei aller thematischen Tragik nie ins Sentimentale kippt“, während Gerrit ter Horst den Film als „ein überzeugendes Werk der leisen Töne“ bezeichnete, das „ein höchst aktuelles Thema sehr subtil und wenig plakativ behandelt.“
Kannegießer „befreit sich durch eine raffinierte Montagetechnik von der chronologischen Erzählstruktur. Das macht diesen Diplomfilm zusammen mit den fantastischen Schauspielern zu einem außergewöhnlichen und ergreifenden cineastischen Erlebnis“, schrieb Zeit Online.

## Auszeichnungen
- Studio Hamburg Nachwuchspreis 2011 – Auszeichnung für den besten Film[8]
- First Steps 2011 – Nominierung in der Kategorie Bester abendfüllender Spielfilm[9]
- Torino Film Festival 2011 – Preis für die Beste Darstellerin für Renate Krößner sowie Ghandi’s Glasses Award für Andreas Kannengießer[10]
- Filmkunstfest Mecklenburg-Vorpommern 2011 – Nachwuchsförderpreis der DEFA-Stiftung[11] sowie Lobende Erwähnung in der Jury der deutschsprachigen Filmkritik in der FIPRESCI
- Deutscher Filmpreis 2012 – Nominierung für Hermann Beyer in der Kategorie Beste darstellerische Leistung – männliche Nebenrolle